# George Chapman
Pour les articles homonymes, voir Chapman.
George Chapman (Hitchin, vers 1559 - 12 mai 1634) est un poète et dramaturge anglais. Érudit, connaissant le grec et le latin, il traduit l'Iliade (en 1609), puis l'Odyssée (en 1615) en vers anglais. On prétend qu'Alexander Pope a fait de cette traduction un plus grand usage qu'il ne l'a avoué.
Ce dramaturge, qui a laissé 17 pièces de théâtre encore jouées aujourd'hui, est lié en son temps à William Shakespeare, Edmund Spenser et Ben Jonson. Avec ce dernier, il est considéré comme le créateur de la comédie des humeurs, notamment avec la pièce An Humorous Day's Mirth, écrite en 1597 et publiée en 1599. Également auteur de tragédies, Chapman choisit souvent comme protagoniste principal un personnage de l'histoire de France, notamment dans Bussy D'Ambois (1607), la seule pièce de Chapman à avoir été traduite en français sous le titre Bussy d'Amboise.

## Œuvre

### Théâtre

#### Comédies
- The Blind Beggar of Alexandria (1596-1598)
- An Humorous Day's Mirth (1597-1599)
- All Fools (1605)
- Monsieur D'Olive (1605-1606)
- The Gentleman Usher (1606)
- May Day (1611)
- The Widow's Tears (1612)

#### Tragédies
- Bussy D'Ambois (1607) (Titre français : Bussy d'Amboise)
- The Conspiracy and Tragedy of Charles, Duke of Byron (1608)
- The Revenge of Bussy D'Ambois (1613)
- The Tragedy of Chabot, Admiral of France (date de rédaction inconnue, publiée en 1639)

#### Masques et autres pièces
- The Memorable Masque of the Middle Temple and Lincoln's Inn (1613), œuvre perdue
- The Masque of the Twelve Months (1619), œuvre d'authenticité discutée et publiée en 1848 sans nom d'auteur
- Sir Giles Goosecap (s.d.)
- The Disguises (s.d.), œuvre d'authenticité douteuse, publiée de façon anonyme et écrite probablement en collaboration à l'instar des pièces suivantes : Two Wise Men And All The Rest Fools, The Fountain Of New Fashions et The Second Maiden's Tragedy.
- Christianetta (1640), œuvre perdue écrite en collaboration avec Richard Brome
- The Fatal Love and A Yorkshire Gentlewoman And Her Son (1660), œuvre perdue

## Source
Cet article comprend des extraits du Dictionnaire Bouillet. Il est possible de supprimer cette indication, si le texte reflète le savoir actuel sur ce thème, si les sources sont citées, s'il satisfait aux exigences linguistiques actuelles et s'il ne contient pas de propos qui vont à l'encontre des règles de neutralité de Wikipédia.